# Beautiful (песня Кристины Агилеры)
«Beautiful» (с англ. — «Красивая/Красивый») — второй сингл американской певицы Кристины Агилеры из её четвёртого студийного альбома Stripped (2002), выпущенный 16 ноября 2002 года. Автор песни — Линда Перри. Главная героиня песни подвергается насмешкам, которые делают её неуверенной в себе и ломают чувство собственного достоинства. «Beautiful» стала № 1 в нескольких странах, а также получила «Грэмми» в номинации «Лучший женский поп-вокал». В 2009 году Rolling Stone и VH1 назвали ее одной из лучших песен 2000-х годов.

## История создания
Поначалу Линда Перри хотела, чтобы «Beautiful» спела P!nk, с которой она работала над её альбомом M!ssundaztood. Но ей не понравился вариант Пинк, и Линда решила оставить песню себе. Несколько месяцев спустя, когда Агилера и Перри работали над Stripped, Линда предложила Кристине попробовать спеть «Beautiful». Перри играла на фортепиано, а Агилера исполняла партию вокала. Позже Кристина призналась, что именно такой песни не хватало для её альбома Stripped, а Линде в свою очередь понравилось исполнение Агилеры, и она позволила Кристине включить «Beautiful» в альбом.
Песню Агилера записала с первого раза. Позднее она говорила, что «некоторые ноты получились слишком плоские», но Перри убедила её в том, что переписывать ничего не нужно.
В песне используются виолончель, фортепиано, барабаны и скрипка.

## Коммерческий успех
Линда Перри предлагала Кристине выпустить «Beautiful» как первый сингл с альбома, но Агилера настояла на том, чтобы это была «Dirrty». RCA согласилось с Агилерой, считая, что «Dirrty» привлечёт больше внимания. Было решено, что «Beautiful» станет вторым синглом.
Beautiful стала № 1 в 15-ти странах мира. Песня оставалась в Американском Топ-10 в течение 12-ти недель.

## Видеоклип

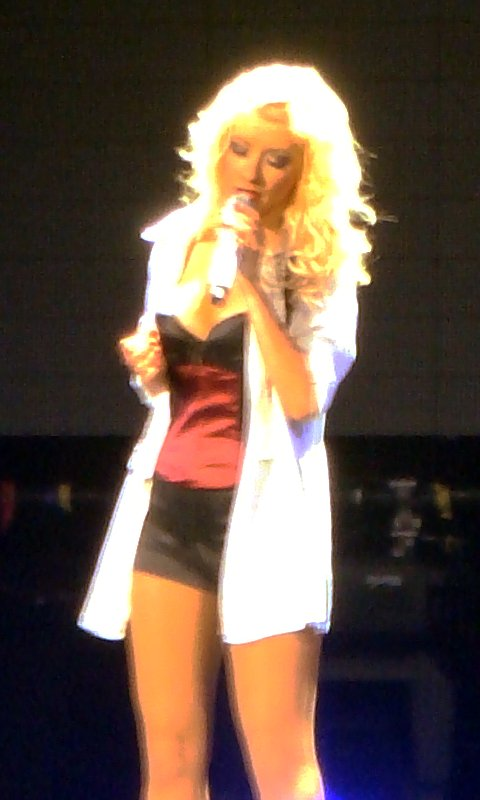
Кристина Агилера исполняет «Beautiful» в рамках Back to Basics World Tour.

Сопровождающий клип на песню был снят режиссером Юнасом Окерлундом, премьера которого состоялась 9 декабря 2002 года.
Клип начинается с фразы Кристины «не смотрите на меня» (Don’t Look at me). На протяжении всего клипа она сидит в углу мрачной комнаты и поёт. Параллельно показываются различные виды дискриминации и унижений гомосексуалов, лесбиянок, людей различных субкультур. Например, девушка, страдающая анорексией, смотрит на себя в зеркало, и затем разбивает его кулаком, показывая таким образом, что ей всё равно, что о ней говорят. Потом она же вырывает страницы из женского журнала и бросает их в огонь. Показана сцена, в которой целуются два гея. Они не обращают внимание, что люди оборачиваются и с презрением смотрят на них.
Позже Агилера говорила, что «эта песня прямо указывает на проблемы дискриминации в обществе».

## Трек-лист
| - US, Germany and France CD single 1. "Beautiful" – 3:58 2. "Dame lo que Yo Te Doy" – 3:46 3. "Beautiful" (music video) – 3:59 - UK CD single 1. "Beautiful" – 3:58 2. "Dirrty" (MaUVe Remix) – 8:11 3. "Beautiful" (music video) – 3:59 | - Digital remix EP 1. "Beautiful" (Peter Rauhofer Radio Mix) – 3:58 2. "Beautiful" (Al B Rich Radio Mix) – 4:14 3. "Beautiful" (Valentin Radio Mix) – 3:59 4. "Beautiful" (Peter Rauhofer Short Club) – 7:3 5. "Beautiful" (Brother Brown Mishow) – 5:11 6. "Beautiful" (Brother Brown Divine Mix) – 9:3 7. "Beautiful" (Al B Rich Next Level Mix) – 8:36 8. "Beautiful" (Peter Rauhofer Beautiful Theme) – 3:40 9. "Beautiful" (Valentin Club Mix) – 5:56 10. "Beautiful" (Peter Rauhofer Extended Club) – 10:33 11. "Beautiful" (Brother Brown Dub) – 7:50 |

## Чарты
| Чарт(2002–2003)                      | Высшая позиция |
| ------------------------------------ | -------------- |
| Австралия (ARIA)                     | 1              |
| Australian Club (ARIA)               | 2              |
| Австрия (Ö3 Austria Top 40)          | 5              |
| Бельгия/Фландрия (Ultratop 50)       | 3              |
| Бельгия/Валлония (Ultratop 50)       | 18             |
| Canada (Canadian Singles Chart)      | 1              |
| Croatia (HRT)                        | 9              |
| Czech Republic (Rádio Top 50)        | 7              |
| Дания (Tracklisten)                  | 9              |
| European Hot 100 Singles (Billboard) | 3              |
| Франция (SNEP)                       | 27             |
| Германия (GfK)                       | 4              |
| Венгрия (Rádiós Top 40)              | 6              |
| Ирландия (IRMA)                      | 1              |
| Италия (FIMI)                        | 8              |
| Lithuania (AGATA)                    | 1              |
| Нидерланды (Dutch Top 40)            | 2              |
| Нидерланды (Single Top 100)          | 4              |
| Новая Зеландия (Recorded Music NZ)   | 1              |
| Норвегия (VG-lista)                  | 5              |
| Poland (Polish Airplay Top 30)       | 3              |
| Romania (Romanian Top 100)           | 1              |
| Шотландия (OCC Scotland)             | 1              |
| Швеция (Sverigetopplistan)           | 3              |
| Швейцария (Schweizer Hitparade)      | 7              |
| Великобритания (OCC UK Singles)      | 1              |
| США (Billboard Hot 100)              | 2              |
| США (Billboard Adult Contemporary)   | 1              |
| США (Billboard Adult Pop Airplay)    | 19             |
| США (Billboard Dance Club Songs)     | 1              |
| США (Billboard Dance Singles Sales)  | 15             |
| США (Billboard Pop Airplay)          | 1              |
| США (Billboard Rhythmic)             | 13             |

| Чарт(2003)                        | Позиция |
| --------------------------------- | ------- |
| Australia (ARIA)                  | 24      |
| Austria (Ö3 Austria Top 40)       | 45      |
| Belgium (Ultratop 50 Flanders)    | 31      |
| Belgium (Ultratop 50 Wallonia)    | 84      |
| Germany (Official German Charts)  | 79      |
| Ireland (IRMA)                    | 16      |
| Italy (FIMI)                      | 45      |
| Netherlands (Dutch Top 40)        | 20      |
| Netherlands (Single Top 100)      | 35      |
| New Zealand (Recorded Music NZ)   | 3       |
| Sweden (Sverigetopplistan)        | 27      |
| Switzerland (Schweizer Hitparade) | 66      |
| UK Singles (OCC)                  | 23      |
| US Billboard Hot 100              | 16      |
| US Adult Contemporary (Billboard) | 5       |

## Сертификации
| Регион | Сертификация  | Продажи   |
| --- | ------------- | --------- |
| Австралия (ARIA) | Платиновый    | 70 000^   |
| Канада (Music Canada) | 2× Платиновый | 160 000   |
| Дания (IFPI Danmark) | Золотой       | 45 000    |
| Италия (FIMI) | Золотой       | 25 000    |
| Новая Зеландия (RMNZ) | Золотой       | 5000*     |
| Испания (PROMUSICAE) | Золотой       | 30 000    |
| Великобритания (BPI) | Платиновый    | 600 000   |
| США (RIAA) | 2× Платиновый | 2 000 000 |
| * Данные о продажах приведены только на основе сертификации. · ^ Данные о тиражах приведены только на основе сертификации. · Данные о продажах + прослушиваниях приведены только на основе сертификации. |               |           |